# Frederica Sagor Maas
Frederica Sagor Maas   (Nova York, 6 de juliol de 1900 - La Mesa, 5 de gener de 2012) Frederica Alexandrina Sagor Maas va ser una guionista de cinema nord-americana.
Filla d'immigrants jueus procedents de Rússia, va estudiar periodisme a la Universitat de Colúmbia, però va abandonar els estudis i va començar a treballar el 1923 com a assistent d'edició a l'oficina de Nova York dels Estudis Universal. Un any més tard es va traslladar a Hollywood i el 1927 es va casar amb el productor Ernest Maas.
Un dels seus primers treballs com a guionista va ser l'adaptació al cinema de la novel·la de Percy Marks, The Plastic Age, amb la qual va llançar a la fama l'estrella del cinema mut, Clara Bow. Entre els actors de l'època per als quals va escriure hi havia Louise Dresser, Constance Bennett i Greta Garbo, aquesta última per a la pel·lícula Flesh and the Devil.
Va ser acusada de comunista en el període de la caça de bruixes de McCarthy, la qual cosa ella sempre va negar. En les seves memòries, The Shocker Miss Pligrim: A Writer in Early Hollywood, que va començar a escriure després de morir el seu marit el 1986 i va publicar el 1999, va denunciar la misogínia, el xovinisme, les festes salvatges i, en general, els abusos de poder en el Hollywood de l'època, que li van portar a intentar suïcidar-se al costat del seu marit el 1950 i a abandonar el cinema. Ernest Maas va morir amb 94 anys i ella va publicar les seves memòries el 1999, quan, segons les seves paraules, "estic viva i com una rosa i, bé, fills de puta, vosaltres esteu sota terra mentre jo he viscut fins als 99, i això que vaig deixar el negoci als 50 anys".